# Bunbury Music Festival
Het Bunbury Music Festival is een driedaags muziekfestival in Cincinnati in Sawyer Point Park & Yeatman's Cove aan de oevers van de Ohiorivier.

## Geschiedenis
Elk jaarlijks evenement bevat gewoonlijk meer dan 100 acts, uitgevoerd op drie tot zes afzonderlijke podiumlocaties door het hele park. Het festival werd opgericht door de mede-oprichter van MidPoint Music Festival en vroegere 'Fountain Square'-bedrijfsleider Bill Donabedian. De openingsplechtigheid van het festival vond plaats van 13 tot 15 juli 2012. In 2014 werd Bunbury verworven door 'Promo West Productions', een evenementenbedrijf uit Columbus. De volgende herhaling van het evenement is gepland van 31 mei tot 2 juni 2019.

## Naamgeving
De naam Bunbury werd gekozen door festival-oprichter Bill Donabedian na het horen van het woord in Oscar Wilde's komedie The Importance of Being Earnest. 